# 磷酸铒
磷酸铒是一种无机化合物，化学式为ErPO4。它的二水合物可由氯化铒和磷酸反应得到。它和氟化钠反应，可以得到NaErFPO4和Na3Er2F3PO4。它和KPO3反应，可以得到KErP2O7。